# Franco Rossi (violoncellista)
Franco Rossi (Venezia, 31 marzo 1921 – Firenze, 28 novembre 2006) è stato un violoncellista italiano.

## Biografia
Nato a Venezia da Marino Rossi ed Elvira Danella, studiò violoncello con Prospero Montecchi e Luigi Silva presso il Liceo Musicale Benedetto Marcello di Venezia, diplomatosi nel 1941 con Dante Serra al Conservatorio Luigi Cherubini di Firenze. Studiò inoltre con Arturo Bonucci presso l'Accademia di Santa Cecilia.
Nel 1945 fu uno dei fondatori del Quartetto Italiano al quale dedicò 35 anni della sua vita tenendo concerti in tutto il mondo, fino allo scioglimento nel 1981. Si dedicò anche ad attività cameristica, in duo con il pianoforte con Pier Narciso Masi e come solista soprattutto con il concerto di Schumann (op. 129).

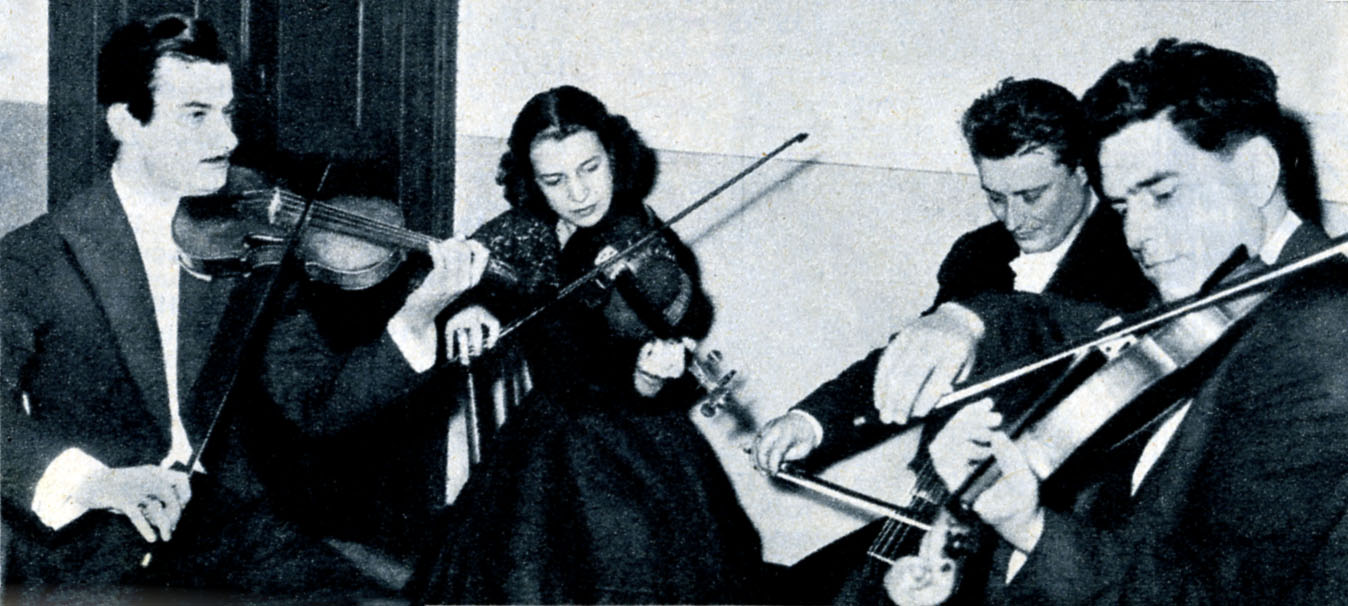
Il Quartetto italiano nel 1955 con Paolo Borciani, Elisa Pegreffi, Franco Rossi e Piero Farulli

Nel 1999, su invito del Direttore Artistico della Camerata Pratese, ha concertato e diretto gli Archi della Camerata eseguendo l’Op. 95 di Ludwig van Beethoven ("Quartetto Serioso") e La Morte e la Fanciulla di Franz Schubert nella trascrizione per orchestra di Gustav Mahler. Questa nuova attività, proseguita con l'Orchestra d'Archi Italiana, fondata da Mario Brunello, ha suscitato un rimarchevole interesse e riscosso un entusiastico successo di pubblico e di critica.

Insegnò violoncello e musica da camera nei Conservatori di Venezia, Bari e Firenze. Ricevette la medaglia d'oro dal Presidente della Repubblica Italiana per meriti artistici e didattici.
Suonava un violoncello Maggini (appartenuto a Benedetto Mazzacurati) che è ora di proprietà di Mario Brunello.
Franco Rossi ha spesso collaborato con artisti di musica d'altri generi; tra le tante collaborazioni possiamo ricordare quella con Claudio Rocchi e quella con Alberto Camerini.